# بوروواتس
بوروواتس (به صربی: Burovac) یک روستا در صربستان است که در پتروواتس نا ملاوی واقع شده‌است.